# Viaduc de Longeray
Das Viaduc de Longeray ist eine Eisenbahnbrücke über die Rhone zwischen den Gemeinden Léaz, Département Ain und Clarafond-Arcine, Haute-Savoie, in Frankreich, rund 20 km Luftlinie südwestlich von Genf.
Sie führt die von der Bahnstrecke Lyon–Genève in Léaz-Longeray abzweigende eingleisige Bahnstrecke nach Annemasse und Évian-les-Bains über das enge, tief eingeschnittene Tal des Défilé de l’Écluse, in dem die Rhône den Jura durchbricht.

## Fachwerkträgerbrücke (1880)

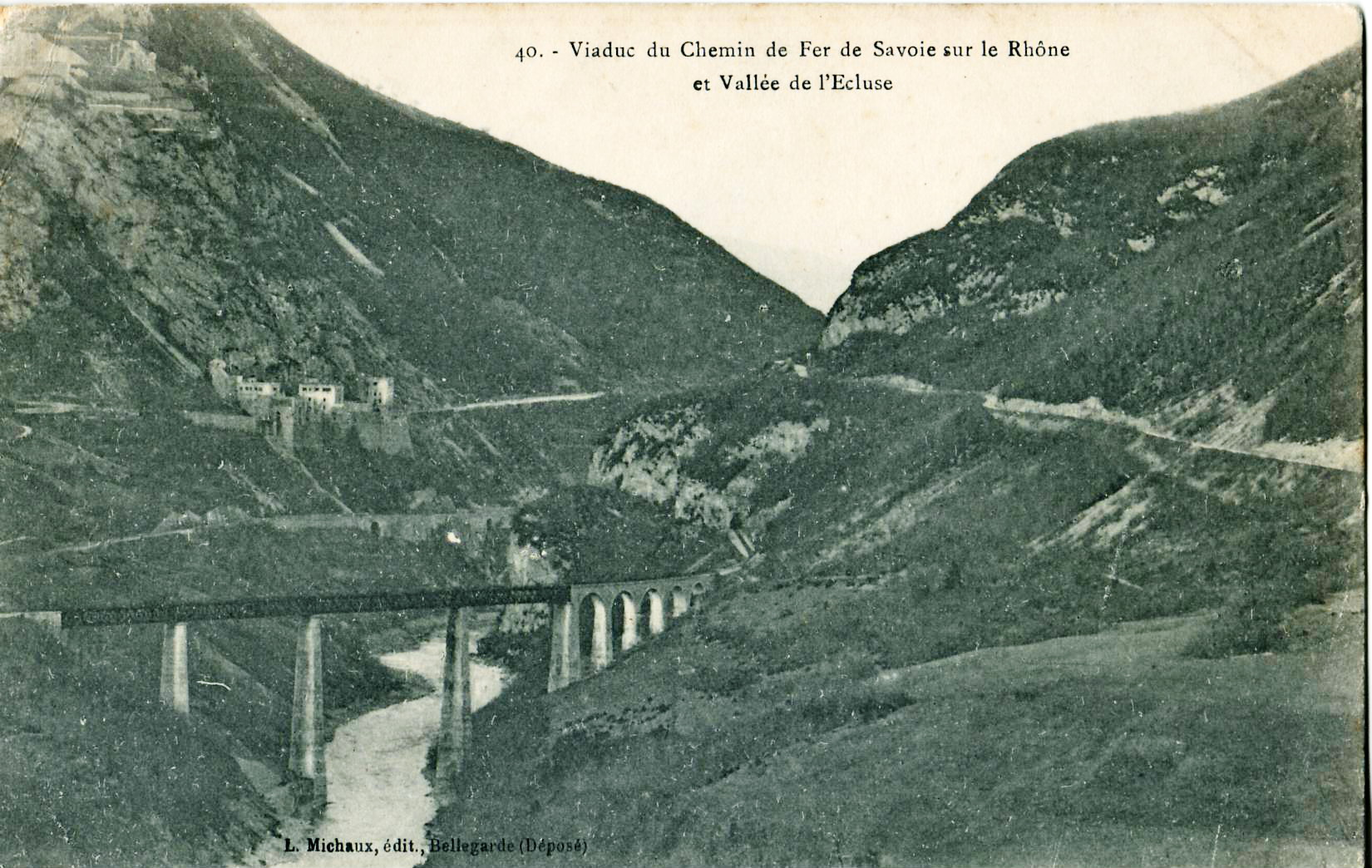
Das Viadukt vor 1914

Im Rahmen des Baus der Bahnstrecke nach Annemasse wurde in den Jahren 1875 bis 1879 oder 1880 das erste Viaduc de Longeray errichtet, das auch unter dem Namen Viaduc du Credo bekannt war. Nach den Plänen der Ingenieure Moris und Ruelle wurde von dem Unternehmen Joret et Compagnie eine schmiedeeiserne, parallelgurtige Fachwerkbrücke gebaut mit drei teilweise über 60 m hohen Mauerwerks-Pfeilern und vier Öffnungen mit Stützweiten von 48 + 58 + 69 + 54 m. Der östliche Hang wurde von einem gemauerten Viadukt mit 5 jeweils 15 m weiten Rundbögen überbrückt, der die Kurve zu der am Hang entlang verlaufenden weiteren Strecke einleitete. Das Bauwerk war insgesamt mehr als 300 m lang.
Die Brücke scheint die 60 Jahre bis zum Zweiten Weltkrieg ohne größere Probleme überstanden zu haben. Am 19. Juni 1940, drei Tage vor dem Waffenstillstand von Compiègne, sprengte eine französische Pioniereinheit den linken der beiden mittleren Pfeiler, um die deutsche Armee am Überschreiten der Rhone zu hindern. Der Überbau der Brücke brach darauf vollständig zusammen.
Die an der Wiederaufnahme des Verkehrs interessierte französische Eisenbahn SNCF, die unter der deutschen Besatzung weiterhin relativ selbständig handeln konnte, entschied schon Ende 1940, die Brücke wieder aufzubauen. Der erforderliche Stahl stand dafür während des Krieges jedoch nicht zur Verfügung. Man entschloss sich daher zu einem Stahlbeton-Projekt.

## Betonbogenbrücke (1943)
Obwohl eine traditionelle Balkenbrücke aus Stahlbeton in der Regel deutlich schwerer als eine Stahlkonstruktion ist, musste sich der Neubau aus Zeit- und Kostengründen an die alten Pfeilerfundamente und das am östlichen Hang noch bestehende Viadukt anpassen. Die Brücke musste daher so leicht wie möglich konstruiert werden.
Die drei mittleren Öffnungen haben deshalb die gleichen Stützweiten wie die alte Brücke. Die Pfeiler sind außerordentlich schlank und haben einen deutlich sichtbaren Anzug, also eine Verjüngung des Querschnitts nach oben. Zwischen ihnen sind parabelförmige Bögen angeordnet, die sich ebenfalls auf die Pfeilerfundamente abstützen und auf deren Scheiteln kleine Stützen die Lasten des Fahrbahnträgers möglichst weit verteilen. Sowohl die Pfeiler als auch die Parabelbögen sind mit mehrzelligen Hohlquerschnitten und dünnen Wänden ausgeführt. Auch der Fahrbahnträger ist ein zweizelliger Hohlkasten mit einer Bauhöhe von 3 m. Der Fahrbahnträger schließt an das alte Viadukt auf dem östlichen Hang an. Anstelle der früheren vierten Öffnung am westlichen Hang wurde dort ein Viadukt aus Beton errichtet, dessen drei Rundbögen ebenfalls 15 m weit sind.
Das Lehrgerüst für den Parabelbogen über dem Fluss wurde in zwei Hälften aus sichelförmigen, hölzernen Formen gebildet, die zunächst auf dem Fuß der Pfeiler in fast senkrechter Position hergestellt und anschließend zur Bogenmitte hin abgelassen wurden. Dieses Verfahren ist hier wohl erstmals angewendet und anschließend viel diskutiert worden.
Ende 1940 beendeten die SNCF und die mit der Bauausführung beauftragte Société des Entreprises Limousin die Planungsarbeiten. Die eigentlichen Bauarbeiten begannen Anfang 1941. Ende Juli, Anfang August 1943 wurde das Bauwerk dem Verkehr übergeben.
Die Brücke wird regelmäßig von den zwischen Bellegarde-sur-Valserine und Évian-les-Bains verkehrenden Zügen des TER Rhône-Alpes benutzt. Am Wochenende fährt auch ein zwischen Paris Gare de Lyon und Évian-les-Bains verkehrender TGV über die Brücke.